# 33154 Talent
33154 Talent este un asteroid din centura principală de asteroizi.

## Descriere
33154 Talent este un asteroid din centura principală de asteroizi. A fost descoperit pe 22 februarie 1998 la Haleakala în cadrul programului NEAT. Asteroidul prezintă o orbită caracterizată de o semiaxă mare de 2,61 ua, o excentricitate de 0,06 și o înclinație de 15,7° în raport cu ecliptica.